# Trisetobisium fallax
Trisetobisium fallax är en spindeldjursart som först beskrevs av Chamberlin 1962.  Trisetobisium fallax ingår i släktet Trisetobisium och familjen helplåtklokrypare. Inga underarter finns listade i Catalogue of Life.